# Antonin Artaud
Antonin Artaud (egentligen:Antoine Marie Joseph Artaud) född 4 september 1896 i Marseille, död 4 mars 1948 i Paris, var en fransk dramatiker, poet, skådespelare, regissör och teaterteoretiker. Han förespråkade en teater utan handling och i avsaknad av psykologisk realism; i stället återvände han till dramat som primitiv rit och uttryck för människosjälens mytologi förborgad i drömmar och tvångstankar.

## Biografi

### Ungdomen
Artauds föräldrar var av grekiskt ursprung och härstammade från Smyrna; hans far var sjökapten. Han hade många syskon men endast Antoine och två syskon levde till vuxen ålder. Vid fyra års ålder drabbades Artaud av en allvarlig hjärnhinneinflammation. Viruset gav Artaud ett nervöst, lättretligt temperament under ungdomsåren. Han led också av neuralgi, stamning och allvarliga depressioner. Artauds föräldrar ordnade ett antal vistelser på sjukhus åt sin son, vilka blev både långvariga och kostsamma. De varade under fem år med avbrott under två månader, juni och juli 1916, då han inkallades till militärtjänstgöring i franska armén, som han dock friskrevs från. Under Artauds sjukhusvistelser läste han Rimbaud, Baudelaire, och Edgar Allan Poe. I maj 1919 skrevs laudanum ut till Artaud, vilket skapade ett livslångt beroende av detta ämne och andra opiater.

### Paris
1913 debuterade Artaud som lyriker men satsade också på en teaterkarriär och kom i mars 1920 till Paris. Där arbetade han som skådespelare bland annat hos den nyskapande regissören Dullin. Artaud medverkade också i filmer, bland annat som Jean-Paul Marat i Abel Gances Napoléon (1927) och munken Massieu i Carl Theodor Dreyers La Passion de Jeanne d'Arc (1928). Han sände några av sina dikter till tidningen La Nouvelle Revue Française men refuserades; en brevmässig relation uppstod emellertid till redaktören. Correspondence avec Jacques Rivière gavs rentav ut och blev Artauds första större publikation. Under några år var han även medlem av surrealistkretsen men blev bryskt utslängd i november 1926. Han vägrade nämligen att ta avstånd från teaterkonsten, vilken de andra såg som en småborgerligt kommersiell konstform, han vägrade även att gå med i det franska kommunistpartiet som de flesta andra surrealister gjorde. 
Åren 1926-1928 drev Artaud en egen teater, Théâtre Alfred Jarry, tillsammans med Roger Vitrac. Han producerade och regisserade originalverk av Vitrac, liksom stycken av Claudel och Strindberg. Teatern tillkännagav att de skulle producera Artauds pjäs Jet de sang under 1926-1927 års säsong, men den sattes aldrig upp och hade inte premiär förrän 40 år senare. Teatern var kortlivad, men besöktes av många europeiska artister såsom André Gide, Arthur Adamov, och Paul Valery.
1935 hade Artauds uppsättning Les Cenci premiär, vilket var en bearbetning av Percy Bysshe Shelleys tragedi The Cenci och Stendhals novell av det verklighetsbaserade ämnet. Pjäsen blev ingen framgång kommersiellt sett, men var ett våghalsigt försök att återföra poesin till scenen. Uppsättningen innehöll också innovativa ljudeffekter och hade en scenografi av Balthus. 
Efter Les Cenci fick Artaud ett stipendium för en resa till Mexiko där han föreläste om västvärldens förfall. Han studerade också indianstammen Tarahumara och experimenterade med det starkt hallucinogena ämnet peyote. Han skrev ner sina upplevelser och gav senare ut dem i boken Les tarahumaras. Innehållet påminner starkt om dikterna som han skulle skriva under sina sista år och rör sig huvudsakligen kring det övernaturliga. Artaud beskrev här även sina abstinensbesvär av heroin. 
1937 återvände Artaud till Frankrike där han fick tag på en promenadkäpp som han trodde hade tillhört St. Patrick. Artaud reste till Irland, fast hans engelska var dålig och han inte kunde göra sig förstådd. Större delen av resan tillbringade han på ett hotellrum som han sedan inte kunde betala för. På återresan trodde sig Artaud bli attackerad av två ur båtens besättning och hämnades, varefter han arresterades. 1938 publicerades Le théâtre et son double, hans mest kända verk, som sätter skådespelaren och hans/hennes kropp i centrum, avvisar konventionell dramatiska psykologi och förespråkar mytens återinförande och "grymhetens teater". Boken innehåller de två manifesten om "grymhetens teater", vilka är viktiga texter för att förstå hans artistiska projekt.

### De sista åren
Återkomsten från Irland blev början till slutet på Artauds liv, som han tillbringade på olika mentalsjukhus. När Frankrike ockuperades av nazisterna förde hans vänner honom till en psykiatrisk klinik i Rodez, där han blev doktor Gaston Ferdières patient. Han fick elchocksbehandling mot sina symptom, vilka bestod av olika vanföreställningar och tics. Hit hörde Artauds skapande av magiska formler, astrologiska diagram och förvirrade bilder. Elchocksbehandlingen var kontroversiell för sin tid, men det var under denna behandling — i samverkan med Ferdières konstterapi — som Artaud började skriva och rita igen, efter en lång inaktiv period. 1946 skrevs Artaud ut från kliniken och hans vänner förde honom till en psykiatrisk klinik i Ivry-sur-Seine. 
Artaud uppmuntrades av sina vänner till att åter börja skriva, och intresset för hans verk återuppväcktes. Han spelade in Pour en finir avec le jugement du dieu mellan 22 november och 29 november 1947. Detta verk stoppades av Wladimir Porché, högste chefen för Frankrikes Radio, dagen innan det hade planerats att sändas, 2 februari 1948. Framförandet förbjöds delvis på grund av dess skatologiska, antiamerikanska och antireligiösa referenser och uttalanden, men också på grund av dess generella slumpmässighet med en kakofoni av xylofoniska ljud ihop med olika slaginstrument. Trettio år senare sände Frankrikes Radio till slut framförandet av Pour en finir avec le jugement du Dieu.
I januari 1948 fick Artaud diagnosen tjocktarmscancer. Han dog kort därefter, 4 mars 1948.

## Grymhetens teater
Artaud ansåg att teater borde påverka publiken så mycket som möjligt, därför använde han ovanliga och störande former av ljussättning, ljud och framföranden. 
I boken Le théâtre et son double, vilken utgjordes av ett första och andra manifest, uttryckte Artaud sin beundran för Österns form av teater, speciellt den balinesiska. Han beundrade Österländernas teater på grund av den kodifierade, starkt ritualiserade och det precisa fysiska balinesiska dansutförandet och förespråkade vad han kallade en "Grymhetens teater". Med grymhet menade han inte endast sadism eller orsakande av smärta utan lika ofta en våldsam fysisk beslutsamhet att krossa den falska verkligheten. Han ansåg att texten hade blivit en tyrann över innehållet och förespråkade, istället, en teater baserad på ett unikt språk som bestod av en blandning av tankar och gester. Artaud beskriver det själsliga i fysiska termer och ansåg att alla uttryck är fysiska uttryck. Han ansåg att dramats uppgift var att genom rörelse och gester gestalta det osägbara och irrationella som ligger fördolt i medvetandet.
Artauds olika användningar av termen grymhet måste analyseras för att till fullo få en förståelse för hans idéer. Lee Jamieson har identifierat fyra sätt på vilka Artaud använde termen grymhet. För det första använder han den metaforiskt till att beskriva essensen av mänsklighetens existens. Artaud ansåg att teatern skulle reflektera hans nihilistiska syn på universum, skapa en koppling mellan hans egen världsbild och Nietzsches:
Artauds andra användning av termen (enligt Jamieson), är som en form av disciplin. Trots Artauds önskan om att “förkasta form och initiera kaos” (Jamieson, p.22), förespråkade han också strikt disciplin och stränghet i utförandets tekniker. En tredje användning av termen var "grymhet som en teatralisk presentation". Grymhetens teater var ämnad att kasta åskådarna in i händelsernas centrum, tvinga dem att gripa in i föreställningen på en instinktiv nivå. För Artaud var denna grymhet en nödvändig akt skapad för att chocka åskådarna ut ur deras självbelåtenhet:
Artaud satte åskådarna i mitten av "spektaklet" (hans egen term för skådespelet), så de skulle bli "uppslukade och fysiskt påverkade av det". Han refererade ofta till detta upplägg som en virvel - en konstant skiftande skepnad - "att bli fångad och maktlös i".
Avslutningsvis använde Artaud termen till att beskriva sin filosofiska syn, vilken kommer att behandlas i nästkommande stycke.

## Filosofisk syn
Fantasi för Artaud, är verklighet; drömmar, tankar och illusioner är inte mindre verkliga än världen där utanför. Verkligheten förefaller att vara en överenskommelse mellan människor, samma konsensus som publiken accepterar då de går på teater för att se ett skådespel och för ett tag föreställer sig att det de ser är verkligt. 
Hans senare verk framför hans förkastande av idén att själen är separerad från kroppen. Hans dikter glorifierar människokroppen och exkretionen, men sex var skrämmande för honom. Incest, kannibalism och gudsmord var istället normala mänskliga drifter, bevisat av de seder och bruk stamkulturer, som var opåverkade av den civiliserade världen, levde efter. Civilisationen var så skadlig att Europa hade dragit den en gång så stolta stamnationen Mexico ner i dekadens och död, ansåg han. Det oundvikliga slutet var självdestruktion och mentalt slaveri.

## Influenser
Bauhaus hade med en låt kallad "Antonin Artaud", på deras album Burning from the Inside. Den argentinske musikern Luis Alberto Spinetta namngav ett album Artaud och baserade de flesta av låtarna på det albumet på hans texter. Kompositören John Zorn har dedicerat tre skivor, "Astronome," "Moonchild," och "Six Litanies for Heliogabalus," till Artaud. 
Artaud influerade också filosoferna Gilles Deleuze och Félix Guattari, som lånade Artauds fras "corp sans organes" (kropp utan organ) för att beskriva sina teorier.
Inom teatern är till exempel Peter Brook och Jerzy Grotowski påverkade av hans verk Le théâtre et son double.
Jacques Derrida tar sig an Artaud i Antonin Artaud, dessins et portraits (1986). Särskilt fokus läggs på vad Artaud kallat för "subjectil" - ett begrepp som implicerar hur ett underlag, exempelvis papper, trä och lera, kan vara aktivt i sin passivitet, och i sitt mottagande (om)forma det som skickas till det.